# Березинська сільська рада (Білорусь)
Березинська сільська рада (біл. Бярэзінскі сельсавет) — адміністративно-територіальна одиниця в складі Березинського району розташована в Мінській області Білорусі. Адміністративний центр — місто Березино, хоч саме воно не підпорядковується сільській раді..
Березинська сільська рада розташована на межі центральної Білорусі, у східній частині Мінської області орієнтовне розташування — супутникові знімки [Архівовано 25 серпня 2011 у WebCite].
До складу сільради входять 17 населених пунктів:
- Бережки • Бриялево • В'язичин • Глухий Тік • Жорнівка • Жуковець • Краснопілля • Лешниця • Новосілки • Ольхівка • Положине • Прибрежне • Присади • Пружанка • Світлиця • Слобода • Тростянка.